# 蔡云翔
蔡云翔（1918年—1946年），中华民国空军飞行员、本名周世仁，湖北黃陂人，空軍官校第10期畢業。於空軍第11大隊第44中隊服役期間，駕駛P-40N戰鬥機從湖南芷江飛往湖北白螺磯投效日本陸軍航空隊飛行第48戰隊。先是加入汪精衛政權的中國空軍擔任飛行教官，並於1945年8月20日駕機飞往延安投靠共產黨。1945年赴中國东北参加中共东北老航校建设，并任学校教育长。1946年在执行运输任务时超載迫降死亡。

## 生平
1918年出生湖北黃陂，本名為周世仁，於1935年考入中央航空學校第10期，在校期間民族意識強烈，不滿以陳納德為代表的美國顧問團，曾針對美國教官組織罷課罷考。1940年畢業後先分發自第5驅逐機大隊第17中隊，曾參加1941年5月26日的天水空戰，其I-153座機遭零式戰鬥機擊落，被迫跳傘逃生。抗戰末期被調往由飛行士校畢業生組成的第11驅逐機大隊第44中隊，於衡陽保衛戰期間被派往湖南芷江基地，與中美空軍混合團並肩作戰。1944年6月24日，駕駛第11大隊第43中隊編號4346的P-40N戰鬥機飛往湖北白螺磯機場投降日軍，重慶方面聲稱其叛逃動機為盜賣軍糧，日軍方面則表示他不滿中華民國空軍長期受美國擺布，希望能為建立大東亞共榮圈貢獻飛行技術。根據美方戰史紀載，這架P-40曾經於1944年7月29日由日軍飛行員駕駛，攔截完成滿洲國空襲任務後經由陝西省鄭縣返回四川成都的B-29轟炸機群。周世仁被安排進入汪精衛政權的中國空軍服役，然而汪政權空軍沒有作戰機種，因此改名周致和的周世仁只能在校擔任飛行教官。

## 飛往延安
1945年8月15日，日本宣告無條件投降，曾經有叛逃紀錄的周致和若繼續留在南京將會以漢奸罪論處。於是他在8月20日率領趙迺強、黃哲夫與管序東等三名飛行員，還有沈時槐和黃文星兩位地勤人員駕駛一式高等練習機一架飛往延安投靠中國共產黨。航空委員會為此曾致電延安的第18集團軍司令部，希望能將周世仁送回南京受審，但卻遭到延安方面拒絕。後周致和三度改名蔡雲翔，前往東北投入中國人民解放軍空軍建設，擔任東北民主航空隊隊長、東北民主聯軍航空總隊民航隊隊長以及東北民主聯軍航空學校教育長等要職。
蔡雲翔在校期間的任務是協助日籍教官林彌一郎培訓中共飛行員，是航校裡第一位駕駛一式戰鬥機的中國飛行員，亦為中共空軍史上的第一位戰鬥機飛行員。過去在汪政權空軍時，日軍不允許中國飛行員駕駛座戰機種，此舉充分提高了東北民主聯軍航空學校內前汪政權空軍飛行員士氣。

## 歷史定位
周世仁畢業自空軍官校第10期，接受中華民國空軍培養，本應投入對日空戰保衛領空。鑒於第11驅逐機大隊是由空軍軍士學校畢業的飛行員所組成，空軍官校正期班畢業的周世仁被分發到第11大隊，可能也是過去他在官校時反美所導致，繼續留在重慶陣營將無未來發展可言。無論他的動機是厭惡美國對重慶國民政府的控制涉、嫌盜賣軍火還是追求個人前途，在衡陽保衛戰打得最激烈的時刻選擇叛逃敵營，無論如何都違背了自身的職責。尤其當時史迪威正與蔣中正就軍隊指揮權爆發衝突，陳納德也以中國戰區空軍參謀長的身份，將中華民國空軍的第1轟炸機大隊、第3驅逐機大隊與第5驅逐機大隊納入第14航空軍的指揮體系，成立中美空軍混合團，結果沒被納入中美空軍混合團的第11驅逐機大隊卻爆發叛逃事件，更讓美軍方面產生國軍若無法得到美軍的裝備與指揮就有敵前叛逃的可能性，進而懷疑整個國民政府對日抗戰的決心。
站在國民政府的立場，周世仁確實是背棄空軍與國家的漢奸，但是從他被中共任命為東北民主聯軍航空學校教育長，還有他冒死為中共搶運物資而不死於空難這點來看，亦不能說周世仁毫無飛行技術或者缺乏使命感。只是他對國民政府依賴美國成為世界四強，而非真的把中國打造成獨立自主國家這點有所不滿，進而做出了投效汪精衛政權的決定。可汪精衛政權同樣被牢牢控制在日軍之下，且日軍沒有遵守建設大東亞共榮圈的承諾，不允許中國空軍擁有作戰飛機的政策，同樣讓周世仁有志難伸。直到沒有空軍的中國共產黨起兵叛變，才讓周世仁得到了發展的機會。雖然他在投共後不到一年即死於空難，但是由他帶到延安的趙迺強、黃哲夫與管序東都成為了東北民主聯軍航空學校教官，培養出了王海、林虎、劉玉提與張積慧等在韓戰上空和美軍大打出手的飛行員，也算是達到了周世仁的夢想。
在兩岸對立的時代，台灣將周世仁視為叛逃者，大陸則視蔡雲翔為中國人民解放軍空軍的締造者和烈士。然而自大陸改革開放以及六四事件爆發以來，抗日戰爭歷史再度成為中共宣揚愛國主義教育以鞏固政權正當性的政治工具，國民政府領導抗戰的部分事跡獲得中共承認。尤其空軍飛行員沒有在抗戰期間直接投入國共摩擦，更符合中共當局對抗戰英雄的人物設定，就連在戰前執行過圍剿紅軍任務的高志航都因為參加八一四空戰的原因而成為北京當局肯定的民族英雄。蔡雲翔在抗戰末期駕機投降日軍的行為，雖然沒有直接傷害到中國共產黨，甚至還削弱了國民政府，但終究還是違反了抗日戰爭在兩岸政府論述下的政治正確，使得中共在介紹蔡雲翔，乃至於整個東北民主聯軍航空學校的歷史時立場十分尷尬。
因為若無蔡雲翔以及林彌一郎等汪政權還有日本飛行員協助，便不可能有今日的中國人民解放軍空軍。在讚美抗戰空軍英烈以宣揚民族主義的同時，又要肯定有投日記錄的建軍元老勢必會出現論述上的矛盾。可蔡雲翔又是中國人民解放軍空軍的建軍元老，全面否定又會動搖中國人民解放軍空軍建軍的正當性，只能對其投日的紀錄採取冷處理的態度，甚至編造周世仁是因為飛機故障，不得不降落日軍飛行基地的謊言。考量到周世仁等前汪政權空軍人員拉拔起來的中國人民解放軍空軍，如今已成為僅次於美國以及俄羅斯之後的世界第三大空軍，擁有獨立的航空工業乃至於打擊關島美軍基地的能力。曾在抗日戰場上與日軍浴血奮戰的中華民國空軍，現今卻仍需要美國援助方可抵禦中共武力犯台，反而淪為中共定義之下依靠外力破壞祖國統一的一方。因此在中國民族主義的論述之下，恐怕很難簡單以漢奸或者烈士兩字總結周世仁的一生。